# Bulla cake
El pan bula o bulla cake (/bula keɪk/ «pastel bulla»), generalmente conocido como bulla, es un tipo de pan jamaicano de sabor dulce, textura espesa, forma plana y redonda, elaborado con harina, melaza y condimentado con jengibre y nuez moscada, a veces de color oscuro y otras veces de color claro. Es tradicional regalar bulla a los niños que van a la escuela. Por lo general, se come con queso, mantequilla o aguacate.
El pan bula es un alimento típico en toda Jamaica, y se ha utilizado como emblema y símbolo relacionado con el desarrollo en la nación isleña. El exprocurador general de Jamaica, Kenneth Rattray, era un fan del bulla.